# ジャングル ギンズバーグ19日間の軌跡
『ジャングル ギンズバーグ19日間の軌跡』（ジャングル ギンズバーグじゅうくにちかんのきせき、Jungle）は、2017年のオーストラリアのドラマ映画。
ボリビアのジャングルでの壮絶な遭難体験をつづったヨッシー・ギンズバーグの著書を基に映画化したサバイバル・スリラー。ダニエル・ラドクリフ主演。
日本では「未体験ゾーンの映画たち2018」の上映作品の一つとして2018年1月23日に劇場公開された。

## あらすじ
ヨッシー・ギンズバーグは3年の兵役を終えた後、バックパッカーとして刺激のある人生を求めて世界各地を放浪していた。
ボリビアにやってきたヨッシーは2人の友人とガイドと共に、ジャングルの奥深くにある先住民が住む秘境を目指すことに。
しかしその途中、友人の怪我や意見の対立からグループは2組に分裂し、別々に行動することに。さらにヨッシーはその後もトラブルに見舞われ、ついにジャングルの奥深くで1人きりになってしまった。

## キャスト
※括弧内は日本語吹替
- ヨッシー・ギンズバーグ（英語版） - ダニエル・ラドクリフ（小野賢章）
- カール - トーマス・クレッチマン（さかき孝輔）
- ケヴィン - アレックス・ラッセル（石狩勇気）
- マーカス - ジョエル・ジャクソン（英語版）（三瓶雄樹）
- キナ - ヤスミン・カシム（英語版）（木村涼香）
- モニ・ギンズバーグ - ジャセック・コーマン（英語版）